# Navegantes (Santa Catarina)
Pour les articles homonymes, voir Navegantes.
Navegantes est une ville brésilienne du littoral nord de l'État de Santa Catarina.

## Géographie
Navegantes se situe à une latitude de 26° 53′ 56″ sud et à une longitude de 48° 39′ 15″ ouest, à une altitude de 12 mètres.
Sa population était de 60 588 habitants au recensement de 2010. La municipalité s'étend sur 111 km2.
Elle fait partie de la microrégion d'Itajaí, dans la mésorégion de la Vallée du rio Itajaí.

## Histoire
Le premier habitant de Navegantes fut João Dias Darzão, venu de São Francisco do Sul pour s'établir à l'embouchure du rio Itajaí-Açu, en face du confluent avec le rio Itajaí-Mirim. En 1715, Manuel Gonçalves de Aguiar, un explorateur parcourant le littoral de Santa Catarina, fait référence à João Dias comme ayant déjà abandonné ses terres à cause du manque de métaux précieux dans la région.
Le 16 septembre 1906, les habitants commencent à chercher un nom à la localité qui jusqu'alors était appelée « l'autre côté » ou « Santo Amaro ». Le 17 décembre 1912, le conseil municipal choisit le nom de Navegantes, car de nombreux habitants étaient pêcheurs ou « navigateurs ».
En 1962, Navegantes conquiert son indépendance administrative en devenant une municipalité. Elle est depuis devenue station balnéaire très recherchée.

## Économie
En dehors du tourisme, la ville vit de la pêche et de la construction navale, pour laquelle elle est nationalement reconnue.
La ville accueille également un aéroport international, l'aéroport international Ministro Victor Konder.

## Villes voisines
Navegantes est voisine des municipalités (municípios) suivantes :
- Penha
- Balneário Piçarras
- Luiz Alves
- Ilhota
- Itajaí